# 内肽酶
内肽酶（endopeptidase）又称内切蛋白酶（endoproteinase），是蛋白水解肽酶，可催化多肽链中非末端（即分子内）肽键的水解，正好与外肽酶相反（可催化末端肽键的水解）。因此，内肽酶不能将肽分解成单体，而外肽酶可以将蛋白质分解成单体。内肽酶的一个特例是寡肽酶，其底物是寡肽而不是蛋白质。
它们通常对某些氨基酸非常特异。内肽酶的例子包括：
- 胰蛋白酶：在精氨酸或赖氨酸之后切割，除非随后是脯氨酸。非常严格。在pH8时效果最佳。
- 胰凝乳蛋白酶：在苯丙氨酸、色氨酸或酪氨酸之后切割，除非随后是脯氨酸。在组氨酸、甲硫氨酸或亮氨酸之后切割得更慢。在pH8时效果最佳。
- 弹性蛋白酶：在丙氨酸、甘氨酸、丝氨酸或缬氨酸之后切割，除非后面是脯氨酸。
- 嗜热菌蛋白酶：在异亮氨酸、甲硫氨酸、苯丙氨酸、色氨酸、酪氨酸或缬氨酸之前切割，除非前面有脯氨酸。有时在丙氨酸、天冬氨酸、组氨酸或苏氨酸后切。热稳定。
- 胃蛋白酶：在亮氨酸、苯丙氨酸、色氨酸或酪氨酸之前切割，除非前面有脯氨酸。还有其他一些，非常不具体；在pH2时效果最佳。
- 谷氨酰内肽酶：在谷氨酸之后切割。在pH8时效果最佳。
- 膜金属内肽酶